# Górowatki
Górowatki – wieś w Polsce położona w województwie kujawsko-pomorskim, w powiecie sępoleńskim, w gminie Więcbork. Wieś położona nad jeziorem Stryjewo.
W latach 1975–1998 miejscowość administracyjnie należała do województwa bydgoskiego. Według Narodowego Spisu Powszechnego (III 2011 r.) liczyła 138 mieszkańców. Jest czternastą co do wielkości miejscowością gminy Więcbork.